# Albert-Jules Édouard
Albert-Jules Édouard, né le 21 avril 1845 à Caen et mort le 18 octobre 1919 à Paris, est un peintre français.

## Biographie
D'abord formé à l'école des Beaux-Arts de Caen, Albert-Jules Édouard est à Paris l'élève de Jean-Léon Gérôme, de Léon Cogniet, puis de Jules-Élie Delaunay. Peintre d'histoire, de portrait, de genre et de paysage, il expose au Salon des artistes français à partir de 1868 et jusqu'en 1914.
Il meurt le 18 octobre 1919 au sein de l'Hôpital Fernand-Widal dans le 10e arrondissement de Paris.

## Œuvres
- Salon de 1870 - Don Juan jeté sur le rivage (jadis au musée des Beaux-Arts de Caen, détruit en 1944).
- Salon de 1879 - Dante et Virgile sur le lac glacé (jadis au musée des Beaux-Arts de Caen, détruit en 1944)[4].
- Salon de 1882 - Caligula et le cordonnier, musée de Châlons-en-Champagne.
- Salon de 1885 - Briséis et ses compagnes pleurant sur le corps de Patrocle (jadis au musée des Beaux-Arts de Caen, détruit en 1944)[5].
- Salon de 1896 - La Nuit (d'après Victor Hugo), musée des Beaux-Arts de Caen.